# Бунта
Бунта (рум. Bunta) — село у повіті Алба в Румунії. Входить до складу комуни Рошія-Монтане.
Село розташоване на відстані 310 км на північний захід від Бухареста, 42 км на північний захід від Алба-Юлії, 66 км на південний захід від Клуж-Напоки.

## Населення
За даними перепису населення 2002 року у селі проживали 38 осіб, усі — румуни. Усі жителі села рідною мовою назвали румунську.